# Dentsu Osaka Building
Dentsu Osaka Building (電通大阪ビル, Dentsū Ōsaka Biru) var en kontorsbyggnad i Osaka som inhyste Dentsus regionala huvudkontor för Kansai.
Dentsu i Kansai hade sedan 1960 funnits i en niovåningsbyggnad på ön Nakanoshima. Den var utförd i brutalistisk stil av Kenzo Tange, som senare skulle rita Dentsus nya nationella huvudkontor, Dentsu Tsukiji Building.
Verksamheten växte så småningom ur denna byggnad och en ny byggnad uppfördes i området Dōjima. Den nya byggnaden ritades av Fumihiko Maki och stod klar den 31 mars 1983. Den nya byggnaden hade en lugnare fasadutformning än dess företrädare med en väl tilltagen plats framför byggnaden.
Byggnaden användes av Dentsu fram till november 2017 när man flyttade till skyskrapan Nakanoshima Festival Tower West. I december 2017 såldes byggnaden till Tokyo Tatemono och året därpå inleddes rivningen.